# Urania
För andra betydelser, se Urania (olika betydelser).

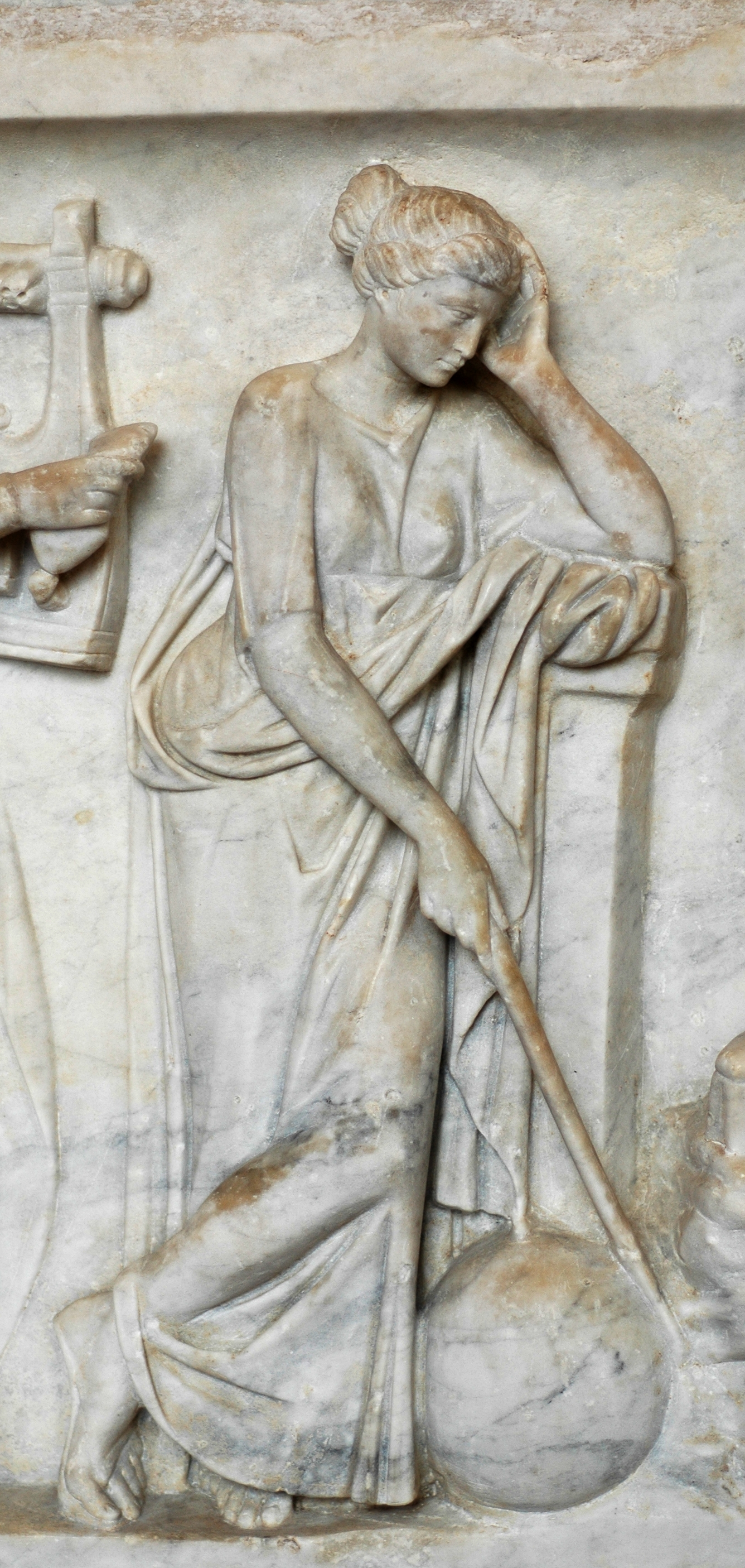
Urania. Detalj från sarkofag från 100-talet.

Urania, latinsk och svensk betoning på "-ra-", grekiska Ουρανία (Ourania), var astronomins musa i grekisk mytologi. Namnet betyder "den himmelska".
Under antiken räknades sålunda astronomin till de sköna konsterna.
Globen och kompassen är Uranias attribut.